# مارک آنتونی (فیلم ۲۰۲۳)
مارک آنتونی (انگلیسی: Mark Antony) فیلم کمدی اکشن علمی تخیلی هندی تامیل-زبان، محصول سال ۲۰۲۳ است که کارگردانی آن را آدیک راویچاندران بر عهده داشت و توسط اس. وینود کومار زیر نظر شرکت مینی استودیو ساخته شد. بازیگران اصلی ویشال و اس. جی. سوریا (S. J. Suryah)، که در دو نقش ظاهر شده‌اند، به همراه ریتو وارما، سونیل، سلواراگاوان (Selvaraghavan) و آبهینایا می‌باشند. موسیقی فیلم را جی. وی. پراکاش کومار ساخته‌است.
فیلمبرداری اصلی در ماه مهٔ ۲۰۲۲ شروع شد و در مهٔ ۲۰۲۳ خاتمه یافت. این فیلم در روز ۱۴ سپتامبر ۲۰۲۳ اکران شد که نظرات مثبت منتقدان را در پی داشت و به فروشی در حدود ۱۰۰ کرور روپیه دست یافت.